# Storø

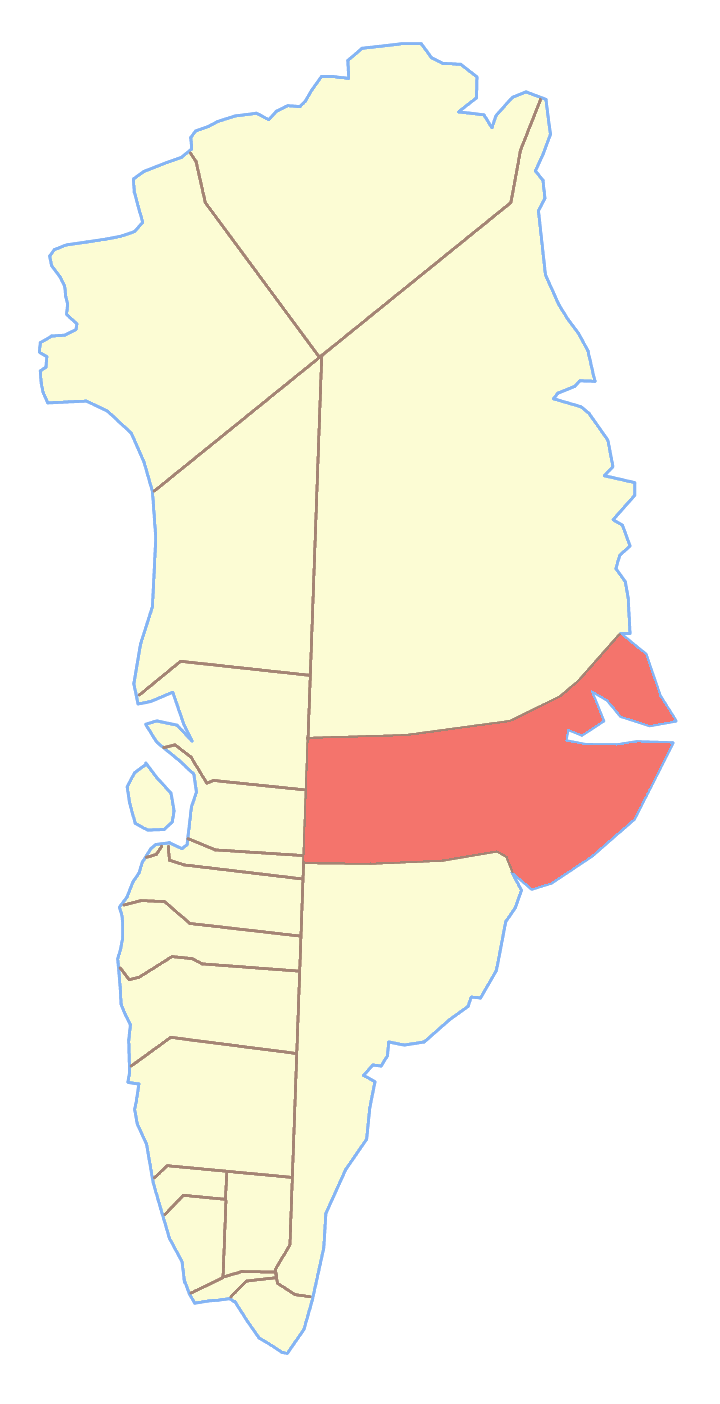
Territorio dell'ex comune di Ittoqqortoormiit, dove si trova Storø

Storø è un'isola disabitata della Groenlandia di 198 km². Prima della riforma municipale groenlandese apparteneva alla contea della Groenlandia Orientale e al comune di Ittoqqortoormiit. Oggi fa parte del comune di Sermersooq.